# Riihimäki
Riihimäki este o comună din Finlanda.